# Louis Joly
Louis Joly est un pilote automobile français, sur circuits. Sa carrière en sport automobile s'étale entre 1926 et 1933.

## Biographie
Concessionnaire avec son frère Antonin des marques General Motors, Bugatti et Donnet à Tunis. Surnommé Loulou, il commence à piloter dès 1926 aux courses de Constantine et participe à des raids d'endurance sur route avant de se consacrer à la course sur circuit.
En 1928, il finit premier dans la catégorie « plus de deux litres » au volant d'une Bugatti au Grand Prix de Tunisie. En 1929, il finit premier du deuxième Grand Prix d'Algérie à Staoueli sur Bugatti no 24 dans la catégorie « voiture de sport » et pilote au mois de juin une Hotchkiss dans un raid de régularité Tunis-Alger-Tunis.

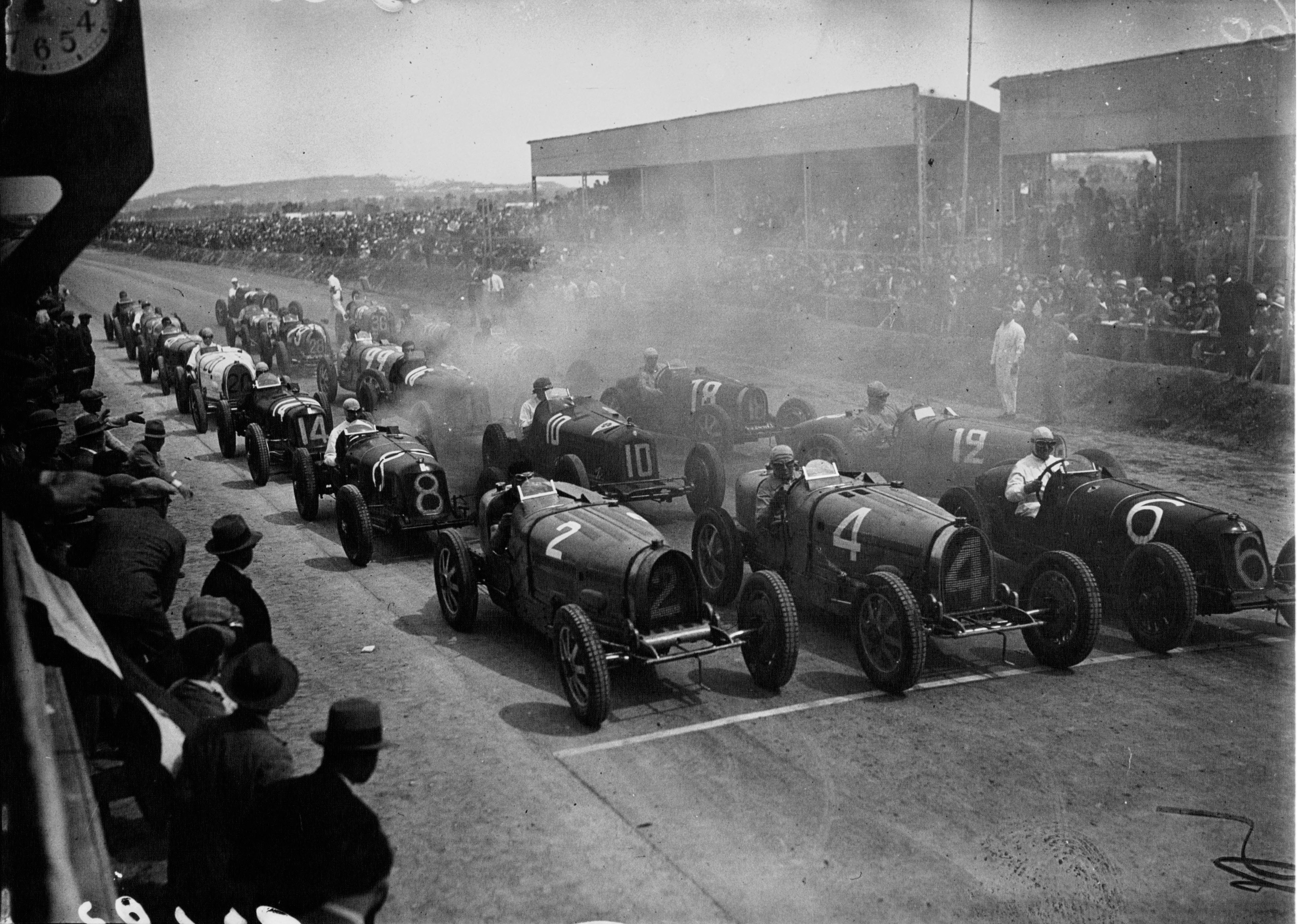
Départ du Grand Prix de Tunisie 1932 à Carthage, dont Joly remporte la classe voiturettes.

En janvier 1930, il est au volant de l'une des deux Donnet du raid saharien et, la même année, remporte le Circuit des Routes Pavées sur Bugatti T37 1,5 L., un véhicule a priori pas destiné à ce genre de revêtement.
En 1931, il gagne le sixième Grand Prix du Comminges (alors réservé aux voiturettes), sur Maserati 26 1.5L. et termine également cinquième du Circuit du Dauphiné.
En 1932, il est troisième du Grand Prix d'Oranie (Arcole) et neuvième du Grand Prix de Tunisie (Carthage), remportant lors de ces deux courses espacées de trois semaines au mois d'avril la catégorie voiturettes avec la Maserati 26,,.
En 1933, il est encore troisième sur la grille des voitures de moins de 1.5L. lors de l'Avusrennen avec sa Maserati 26C, mais il est trahi en course par son vilebrequin.
Également pilote d'avion, c'est aux commandes de son appareil, un Farman 400 qu'il avait acquis en avril et piloté de Paris à El Aouina, qu'il meurt en s'écrasant le 5 mai 1934 au décollage à Tunis, alors qu'il devait participer à un meeting aérien.